# Alekszandr Alekszandrovics Blok
Alekszandr Alekszandrovics Blok (oroszul: Алекса́ндр Алекса́ндрович Блок, Szentpétervár, 1880. november 28. – Petrográd, 1921. augusztus 7.) orosz költő és drámaíró, az orosz szimbolizmus egyik meghatározó alakja.

## Élete
Blok értelmiségi családba született, édesapja, Alekszandr Lvovics jogászprofesszor, édesanyja, Alekszandra Andrejevna Beketova a Szentpétervári Egyetem rektorának művelt lánya volt, aki maga is írogatott és műfordított. Anyja irodalmi műveltsége nagy hatással volt fejlődésére. Nem sokkal születése után szülei elváltak, Blok a legtöbb időt anyai nagyapjánál töltötte vidéken. 1889-ben édesanyja újra férjhez ment, Franc Felikszovics Kublickij-Piottuh katonatiszthez.
Blok 16 évesen lett színházrajongó, jórészt Shakespeare darabjai keltették fel az érdeklődését. 1898-ban felvették a pétervári egyetem jogi karára, 1901-ben átjelentkezett a történelmi-filológiai karra, ahol 1906-ban végzett. 1903-ban feleségül vette a neves orosz kémikus, Mengyelejev lányát, Ljubov Mengyelejevát.
Első versét ötévesen írta, először 1903-ban publikált. Korai verseit házassága ihlette, stílusára, egyéniségére Puskin költészete és Vlagyimir Szolovjov filozófiája volt hatással. Első önálló kötete 1904-ben jelent meg Versek a Szépséges Hölgyről (Стихи о прекрасной даме) címmel, mely lírai monológokat tartalmaz.
A forradalmi események lírájára is hatással voltak. A misztikus szerelmes versek helyét a városi lét kérdései, a forradalmi események és azok hatásai vették át. Sok kritikusa, köztük barátja, Andrej Belij is úgy vélte, Blok „elárulta” korábbi ideáljait. Blok ez idő tájt kezdett el az alkoholhoz fordulni. Verselése is megváltozott, korábban a verselés, hangzás volt fontos számára, majd egyre inkább átvette ezek helyét a szabadvers. Szimbólumai egyre sötétebbek lettek, a várost lélektelen, pokoli helyként élte meg, ahol nem várja más, csak magány és bánat. Míg felesége egy orosz színtársulattal turnézott, Blok több rövid életű kapcsolatba bonyolódott, egyre többet ivott, egészsége elkezdett romlani. Az 1917-es forradalom után egy ideig a bolsevikokat pártolta, de hamar kiábrándult az új rendszerből.
1919-ben a Bolsoj Színház igazgatója lett, mellette irodalmi folyóiratot szerkesztett. 1921-re betegsége súlyosbodni kezdett, nem tudott járni, és egyre azt hajtogatta, hogy nem hallja már a költészet zenéjét. Makszim Gorkij megpróbált neki vízumot szerezni, hogy külföldre utazhasson gyógykezelésre, de a vízumot csupán egy nappal halála előtt kapta meg.

## Művei
Művei közül néhány, a teljesség igénye nélkül:
- Versek a Szépséges Hölgyről (1904, Стихи о прекрасной даме)
- Hóálarc (1907, Снежная маска)
- Komédiásdi (1906, Балаганчик) – dráma
- Tizenketten (1918, Двенадцать)

### Magyarul
- Oroszország; ford. Faludi Iván; Skyten, Berlin, 1921
- A tizenkettő; ford., jegyz. Lányi Sarolta, bev. Trockij Leó, előszóford. Magyar Lajos, fametszetek Bényi Sándor; Vereinigung Internat. Verlagsanst, Berlin, 1923 (Munka és tudás könyvtára)
- Válogatott versek; vál., ford. Lator László; Európa, Budapest, 1959
- Alekszandr Blok válogatott művei; vál. Pór Judit, ford. Fodor András et al., jegyz. Bakcsi György; Európa, Budapest, 1972
- Alekszandr Blok válogatott versei; vál., ford. előszó, jegyz. Lator László; Kozmosz Könyvek, Budapest, 1976 (A világirodalom gyöngyszemei)
- Dvenadcaty / Tizenketten; ford. Lator László, ill. Bognár Árpád; Magyar Helikon, Budapest, 1976
- Alekszandr Blok versei; ford. Lator László, Veress Miklós; Európa, Budapest, 1977 (Lyra mundi)
- A cári hatalom végnapjai; ford. Recski Ágnes, jegyz. Bakcsi György; Európa, Budapest, 1987
- Orosz szimbolista költők; ford. Baka István; Délmagyarország, Szeged, 1995
- Sztyihotvorenyija / Versek; ford. Galgóczy Árpád; Eötvös, Budapest, 2000 (Eötvös klasszikusok)